# 타일러쇠주머니쥐
타일러쇠주머니쥐(학명: Marmosa tyleriana)는 주머니쥐과에 속하는 남아메리카 유대류의 일종이다. 베네수엘라 남부 기아나 고지의 해발 1300m와 2200m 사이에서 서식한다. 세 곳의 고립된 테푸이( 아우얀 테푸이, 세로 마라후아카, 세로 사리사리나마)에서만 발견된다. 이 세 장소 모두, 보호 구역(카나이마 국립공원, 두이다-마라후아카 국립공원, 하우아 사리사리나마 국립공원) 안에 있다.